# تيقوبعين
تيقوبعين إحدى مناطق ولاية تيزي وزو وتنطق (thikouve3in) وتعتبر مركز دائرة واقنون حيث يتوجد فيها مركز الدائرة وهي أكبر منطقة من حيث التعداد السكاني وأحد أهم المناطق حيث اغلب السكان من بلديات أخرى يقصدون تيقوبعين بالخصوص من بلدية آيت عيسى ميمون والاخص قرية إغيل بوشن ما جعلها قطب اقتصادي هام.

## التعليم
تيقوبعين لها ابتدائية وإكمالية

## الاقتصاد
توجد عدة أنشطة اقتصادية بتيقوبعين ومنها :
- مطحنة للدقيق وأعلاف الحيوانات.
- مواد البناء.
- الخشب ومنتجاته.
- الصناعات الغذائية.
- الغزل والنسيج.
- صناعة المواد الغذائية الحيوانية.
- صناعات حديدية وبلاستيكية متنوعة.
- العديد من المطاعم والمقاهي.
- صناعات تحويلية.
- وصناعات أخرى.

### الزراعة
للمنطقة مساحات شاسعة للفلاحة حيث تنتشر فيها بكثرة تربية المواشي والابقار وهي قطب أساسي لإنتاج مادة الحليب واللحوم البيضاء والحمراء وفيها يتواجد فرع مديرية الفلاحة ما جعل قرب الإدارة اليها عامل مساعدة على التقدم في الجانب الفلاحي.

### الصناعة
الصناعة في هذه المنطقة متعددة ومتطورة ويلاحظ فيها الازدهار والتطور فتنتشر فيها صناعات خشبية وحديدية والومنيوم وصناعة الفضة وصناعات نسيجية وفيها صناعة مواد البناء.

## الرياضة
لهذه المنطقة ملعب معشوشب بالعشب الاصطناع مما جعله حافزا للاهتمام بالرياضة ولها دار الشباب الذي تتواجد فيه العديد من الرياضات وتتوفر أيضا العديد من القاعات الخاصة من رياضات قتالية إلى رفع الاثقال وما شابه.

## النقل
وللمنطقة شبكة نقل مستمرة من طلوع الفجر حتي العشاء ولا تتوقف وإلى مناطق عدة كالتالي:
من تيقوبعين إلى بوجيمة
من تيقوبعين إلى إغيل بوشن
من تيقوبعين إلى جبلة
من تيقوبعين إلى الاحد ناث جناذ
من تيقوبعين إلى تيزي وزو

## مقالات ذات صلة
- إغيل بوشن
- آيت عيسى ميمون
- جبلة (الجزائر)